# Опухоли желудка
Опухоли желудка - это доброкачественные и злокачественные новообразования желудка, к которым относятся:

## Доброкачественные опухоли желудка
- Полипоз желудка
- Миома желудка
- Фиброма желудка, Фибромиома желудка, Нейрофиброма желудка
- Невринома желудка, Неврилеммома желудка
- Липома желудка
- Гемангиома желудка, Лимфангиома желудка, Эндотелиома желудка

## Злокачественные опухоли
- Рак желудка
- Саркома желудка